# Millplophrys cracatoa
Millplophrys cracatoa är en spindelart som först beskrevs av Alfred Frank Millidge 1995.  Millplophrys cracatoa ingår i släktet Millplophrys och familjen täckvävarspindlar. Inga underarter finns listade i Catalogue of Life.